# Yŏnsan
Yŏnsan (kor. 연산군, Yŏnsan-gun) – powiat w Korei Północnej, w prowincji Hwanghae Północne. W 2008 roku liczył 66 568  mieszkańców. Graniczy z powiatami: Sinp’yŏng od wschodu, Suan i Yŏnt’an od południa, Sang’wŏn od zachodu, a także z należącym do Pjongjangu powiatem Kangdong i należącym do prowincji P’yŏngan Południowy powiatem Hoech’ang – od północy.

## Historia
Przed wyzwoleniem Korei spod okupacji japońskiej, tereny powiatu wchodziły w skład miejscowości Kongp'o i Toso, będących częścią powiatu Suan. W grudniu 1952 roku powiat Yŏnsan utworzono z należących do powiatu Suan miejscowości (kor. myŏn): Toso, Sugu, Yŏn'am, Kongp'o, z sześciu wsi miejscowości Dae'o (powiat Suan), a także z jednej wsi należącej do miejscowości Sŏch'on (powiat Koksan).

## Podział administracyjny powiatu
W skład powiatu wchodzą następujące jednostki administracyjne:
| Nazwa jednostki administracyjnej | Rodzaj jednostki administracyjnej | Chosŏn’gŭl   | Hancha       |
| -------------------------------- | --------------------------------- | ------------ | ------------ |
| Yŏnsan-ŭp                        | miasteczko                        | 연산읍       | 延山邑       |
| Holdong-rodongjagu               | dzielnica robotnicza              | 홀동로동자구 | 笏洞勞動者區 |
| Sanggok-ri                       | wieś                              | 상곡리       | 祥谷里       |
| Taep'yŏng-ri                     | wieś                              | 대평리       | 大坪里       |
| Toch'i-ri                        | wieś                              | 도치리       | 道峙里       |
| Sillak-ri                        | wieś                              | 신락리       | 新樂里       |
| Panch'ŏn-ri                      | wieś                              | 반천리       | 飯泉里       |
| Songsan-ri                       | wieś                              | 송산리       | 松山里       |
| Taesan-ri                        | wieś                              | 대산리       | 大山里       |
| Kongp'o-ri                       | wieś                              | 공포리       | 公浦里       |
| Pangjŏng-ri                      | wieś                              | 방정리       | 芳井里       |
| Songch'on-ri                     | wieś                              | 송촌리       | 松村里       |
| Taeryong-ri                      | wieś                              | 대룡리       | 大龍里       |
| Okdŏk-ri                         | wieś                              | 옥덕리       | 玉德里       |
| Saenggŭm-ri                      | wieś                              | 생금리       | 生金里       |
| Taegun-ri                        | wieś                              | 대군리       | 大軍里       |